# Australische Netball-Nationalmannschaft
Die australische Netball-Nationalmannschaft (englisch Australia national netball team), auch bekannt als Australian Diamonds, vertritt Australien im Netball auf internationaler Ebene. Ihren ersten Test bestritten sie 1938. Bis heute konnte das Team elf Mal die Netball-Weltmeisterschaft und vier Mal die Commonwealth Games.

## Geschichte
Netball wurde im späten 19. Jahrhundert nach Australien eingeführt. Der Verband, gegründet als All Australia Women's Basket Ball Association (heute bekannt als Netball Australia), wurde im August 1927 gegründet, wobei der Sport zunächst als Women’s Basketball bezeichnet wurde. Ein Jahr später gab es den ersten nationalen Wettbewerb. Das erste test Match wurde 1938 gegen Neuseeland in Melbourne ausgetragen. In 1956 machte das Team seine erste Reise zu Tests gegen England.
Die erste ausgetragene Netball-Weltmeisterschaft 1963 konnte das Team für sich entscheiden. Nachdem sie 1967 den zweiten Platz belegten, gelang ihnen der Gewinn der nächsten vier Weltmeisterschaften (1971–1983). Auch danach blieben sie die dominierende Mannschaft. So gewannen sie 1993 die World Games. Seit dem netball bei den Commonwealth Games vertreten ist, konnten sie die ersten beiden Ausgaben (1998 und 2002) für sich entscheiden. Nach zwei zweiten Plätzen konnten sie auch 2014 dort gewinnen. Bis heute sind sie das erfolgreichste Netball-Team auf internationaler Ebene.

## Internationale Turniere

### Commonwealth Games
- 1998: Sieger
- 2002: Sieger
- 2006: 2. Platz
- 2010: 2. Platz
- 2014: Sieger
- 2018: 2. Platz
- 2022: qualifiziert

### World Games
- 1985: 2. Platz
- 1989: 2. Platz
- 1993: Sieger

### Netball-Weltmeisterschaften
- 1963: Sieger
- 1967: 2. Platz
- 1971: Sieger
- 1975: Sieger
- 1979: Sieger
- 1983: Sieger
- 1987: 2. Platz
- 1991: Sieger
- 1995: Sieger
- 1999: Sieger
- 2003: 2. Platz
- 2007: Sieger
- 2011: Sieger
- 2015: Sieger
- 2019: 2. Platz